# الیشکا بالتزرووا
اِلیشکا بالتزرووا (چکی: Eliška Balzerová؛ زادهٔ ۲۵ مهٔ ۱۹۴۹) بازیگر اهل جمهوری چک است.
از فیلم‌ها یا مجموعه‌های تلویزیونی که وی در آن‌ها نقش داشته است می‌توان به «بیمارستانی در انتهای شهر» اشاره نمود.
وی همچنین برندهٔ جوایزی همچون جایزه بامبی شده است.